# Улица Григоровича-Барского
Улица Григоровича-Барского (укр. Вулиця Григоровича-Барського) — улица в Святошинском районе города Киева, исторически сложившаяся местность Южноборщаговский жилой массив. Пролегает от улицы Большая Окружная до улицы Симиренко.
Нет примыкающих улиц.

## История
В 1980-е годы была проложена Новая улица строящегося жилого массива на месте ликвидированной застройки села Никольская Борщаговка. 
3 апреля 1981 года улица получила современное название — в честь киевского архитектора Ивана Григорьевича Григоровича-Барского, согласно Решению исполнительного комитета Киевского городского Совета депутатов трудящихся № 583 «Про наименование новых улиц на жилом массиве Южная Борщаговка» («Про найменування нових вулиць на житловому масиві Південна Борщагівка»).

## Застройка
Улица пролегает в северо-восточном направлении. Непарная сторона улицы занята многоэтажной жилой застройкой (преимущественно 9-этажные дома), парная — нежилой. 
Учреждения:
1. дом № 2А — братское кладбище
2. дом № 5А — детсад № 693